# Mihail Majearu
Mihail Majearu (Galați, 1960. július 15. –) válogatott román labdarúgó, hátvéd, középpályás.

## Pályafutása

### Klubcsapatban
1979 és 1981 között az FCM Galați, 1981 és 1988 között a Steaua Bucureşti labdarúgója volt. A Steaua csapatával négy bajnoki címet és három románkupa-győzelmet ért el. Tagja volt az 1985–86-as idényben BEK-győztes csapatnak. 1988 és 1990 között az Inter Sibiu, 1990–91-ben a görög Panahaikí, 1991 és 1993 között ismét a nagyszebeni Inter játékosa volt. 1993–94-ben a Gloria Bistrița csapatában játszott, ahol románkupa-győztes lett. 1994–95-ben a Corvinul Hunedoara, 1995–96-ban a CFR Timișoara labdarúgója volt.

### A válogatottban
1987-ben egy alkalommal szerepelt a román válogatottban Brassóban egy Izrael elleni baratságos mérkőzésen, amely 3–2-es román győzelemmel ért véget.

## Sikerei, díjai
Steaua Bucureşti
- Román bajnokság
  - bajnok (4): 1984–85, 1985–86, 1986–87, 1987–88
- Román kupa
  - győztes (3): 1985, 1987, 1988
  - döntős: 1986
- Bajnokcsapatok Európa-kupája (BEK)
  - győztes: 1985–86
- UEFA-szuperkupa
  - győztes: 1986
- Interkontinentális kupa
  - döntős: 1986

 Gloria Bistrița
- Román kupa
  - győztes: 1994

## Statisztika

### Mérkőzése a román válogatottban
| Románia | Románia          | Románia                | Románia | Románia  | Románia  | Románia    | Románia | Románia |
| #       | Dátum            | Helyszín               | Hazai   | Eredmény | Vendég   | Kiírás     | Gólok   | Esemény |
| ------- | ---------------- | ---------------------- | ------- | -------- | -------- | ---------- | ------- | ------- |
| 1.      | 1987. április 8. | Brassó, Városi Stadion | Románia | 3 – 2    | Izrael   | barátságos | -       |         |
|         | Összesen         |                        |         | 1        | mérkőzés |            | 0       | gól     |